# Castilia lugubris
Castilia lugubris är en fjärilsart som beskrevs av Johannes Karl Max Röber 1914. Castilia lugubris ingår i släktet Castilia och familjen praktfjärilar. Inga underarter finns listade i Catalogue of Life.